# Govern de Catalunya 1934-1939
El govern de Catalunya en el període 1934-1939 comença amb l'elecció de Lluís Companys com a president en una votació extraordinària del Parlament l'1 de gener de 1934 per 56 vots a favor i 6 en blanc, amb l'abstenció de la Lliga Regionalista.
Companys succeïa el president Francesc Macià i Llussà, que va morir de manera sobtada el 25 de desembre de 1933. L'endemà de la mort, i seguint el que fixava l'Estatut Interior de Catalunya, el va substituir interinament el president del Parlament de Catalunya, Joan Casanovas, que va confirmar en els seus càrrecs els membres del govern, va prorrogar la llei de pressupost de 1933 per al primer trimestre de 1934.
El 31 de desembre Lluís Companys va ser proposat per succeir el president Macià i, en votació extraordinària del Parlament, va ser elegit l'1 de gener de 1934 per 56 vots a favor i 6 en blanc -un d'ells, el seu-, amb l'abstenció de la Lliga Regionalista. Companys formà el seu primer govern el 3 de gener de 1934. A diferència dels darrers governs formats exclusivament per polítics d'ERC, va incorporar Joan Selves del PNRE, Martí Esteve d'ACR i Joan Comorera de la USC.

## Funcionament
El primer període fins a l'octubre de 1934 va tenir una alta intensitat legislativa. Es va aprovar la Llei Municipal de Catalunya, la de Creació del Consell de Cultura de la Generalitat, la Llei de Mutualitats, la del Patrimoni històric, artístic i científic, la Llei del Servei de Biblioteques, Arxius i Museus i la d'Habilitació i majoria d'edat. L'11 d'abril de 1934 va promulgar la Llei de Contractes de Conreu, que tindria un paper destacat en l'evolució de la seva trajectòria política.
La mort de Joan Selves el 28 de juny de 1934 va obligar Companys a fer-ne una petita reestructuració. Arribarà fins a octubre quan, arran de l'entrada de la Confederació Espanyola de Dretes Autònomes (CEDA) al govern espanyol, es produeixen els fets del sis d'octubre en els quals Companys proclama l'Estat Català dins de la República Federal Espanyola. La conseqüència immediata és la suspensió del govern el 13 d'octubre, la detenció i empresonament del govern de la Generalitat.
Amb el canvi de majories de les eleccions generals de febrer de 1936, tragueren de presidi el govern de Catalunya i la Generalitat reprengué les seves funcions, l'1 de març de 1936. Durant la Guerra Civil espanyola entren al govern els anarquistes de la CNT. Els fets de maig del 1937 provoquen la seva sortida i una certa inestabilitat del govern. Després d'aquests incidents, desapareix la Conselleria de Defensa amb la centralització de poders efectuada pel govern central de la República.

## Composició dels governs
| Generalitat Estatutària, entre la mort de Macià i la Guerra Civil espanyola. |
| President: Lluís Companys i Jover (ERC)                                      |

| Departament                  | Titulars                         | Titulars                                         | Titulars                          | Titulars                            | Titulars                          |
| ---------------------------- | -------------------------------- | ------------------------------------------------ | --------------------------------- | ----------------------------------- | --------------------------------- |
| Departament                  | 3 de gener de 1934               | Ajustos abans de la suspensió del 13-10-1934     | Fets d'octubre i suspensió govern | 1 de març de 1936 restitució govern | 26 de maig de 1936                |
| Governació                   | Joan Selves i Carner (ERC)       | Josep Dencàs i Puigdollers (ERC) des de 28-06-34 |                                   | Josep Maria Espanya i Sirat (ERC)   | Josep Maria Espanya i Sirat (ERC) |
| Cultura                      | Ventura Gassol i Rovira (ERC)    | Ventura Gassol i Rovira (ERC)                    |                                   | Ventura Gassol i Rovira (ERC)       | Ventura Gassol i Rovira (ERC)     |
| Economia i Agricultura       | Joan Comorera i Soler (USC)      | Joan Comorera i Soler (USC)                      |                                   | Joan Comorera i Soler (USC)         | Lluís Prunés i Sató (ERC)         |
| Treball i Obres Públiques    | Martí Barrera i Maresma (ERC)    | fins a 18-09-34                                  |                                   |                                     |                                   |
| —> Treball                   | des de 18-09-34                  | Martí Barrera i Maresma (ERC)                    |                                   | Martí Barrera i Maresma (ERC)       | Martí Barrera i Maresma (ERC)     |
| —> Obres Públiques i Sanitat | des de 18-09-34                  | Pere Mestres i Albet (ERC)                       |                                   | Pere Mestres i Albet (ERC)          |                                   |
| —> Obres Públiques           |                                  |                                                  |                                   |                                     | Pere Mestres i Albet (ERC)        |
| Sanitat                      | Josep Dencàs i Puigdollers (ERC) | fins a 18-09-34                                  |                                   |                                     | Manuel Corachan i Garcia          |
| Finances                     | Martí Esteve i Guau (ACR)        | Martí Esteve i Guau (ACR)                        |                                   | Martí Esteve i Guau (ACR)           | Martí Esteve i Guau (ACR)         |
| Justícia                     | Joan Lluhí i Vallescà (PNRE)     | Joan Lluhí i Vallescà (PNRE)                     |                                   | Joan Lluhí i Vallescà (PNRE)        | Pere Comas i Calvet (ERC)         |

| Generalitat Estatutària, durant la Guerra Civil espanyola (any 1936). |
| President: Lluís Companys i Jover (ERC)                               |

| Departament                  | Titulars                          | Titulars                          | Titulars                                                       | Titulars                             |
| ---------------------------- | --------------------------------- | --------------------------------- | -------------------------------------------------------------- | ------------------------------------ |
| Departament                  | 31 de juliol de 1936              | 6 d'agost de 1936                 | 26 de setembre de 1936                                         | 17 de desembre de 1936               |
| Conseller Primer             | Joan Casanovas i Maristany (ERC)  | Joan Casanovas i Maristany (ERC)  |                                                                |                                      |
| Conseller Primer i Finances  |                                   |                                   | Josep Tarradellas i Joan (ERC)                                 | Josep Tarradellas i Joan (ERC)       |
| Finances                     | Martí Esteve i Guau (ACR)         | Martí Esteve i Guau (ACR)         |                                                                |                                      |
| Governació                   | Josep Maria Espanya i Sirat (ERC) | Josep Maria Espanya i Sirat (ERC) | canvia el nom per Seguretat Interior                           | canvia el nom per Seguretat Interior |
| Seguretat Interior           |                                   |                                   | Artemi Aiguader i Miró (ERC)                                   | Artemi Aiguader i Miró (ERC)         |
| Cultura                      | Ventura Gassol i Rovira (ERC)     | Ventura Gassol i Rovira (ERC)     | Ventura Gassol i Rovira (ERC)                                  | Antoni Maria Sbert i Massanet (ERC)  |
| Economia                     | Joan Comorera i Soler (PSUC)      |                                   | Joan Porqueras i Fàbregas (CNT)                                | Dídac Abad de Santillan (CNT)        |
| Economia i Serveis Públics   |                                   | Josep Tarradellas i Joan (ERC)    |                                                                |                                      |
| Serveis Públics              | Josep Tarradellas i Joan (ERC)    |                                   | Joan Comorera i Soler (PSUC)                                   | Josep Juan i Domènech (CNT)          |
| Agricultura                  | Josep Calvet i Móra (UR)          |                                   | Josep Calvet i Móra (UR)                                       | Josep Calvet i Móra (UR)             |
| Agricultura i Proveïments    |                                   | Josep Calvet i Móra (UR)          |                                                                |                                      |
| Proveïments                  | Estanislau Ruiz i Ponsetí (PSUC)  |                                   | Josep Juan i Domènech (CNT)                                    | Joan Comorera i Soler (PSUC)         |
| Treball                      | Lluís Prunes i Sató (ERC)         | Lluís Prunes i Sató (ERC)         |                                                                |                                      |
| Treball i Obres Públiques    |                                   |                                   | Miquel Valdés i Valdés (PSUC)                                  | Miquel Valdés i Valdés (PSUC)        |
| Obres Públiques              | Pere Mestres i Albet (ERC)        | Pere Mestres i Albet (ERC)        |                                                                |                                      |
| Sanitat                      | Martí Rouret i Callol (ERC)       | Martí Rouret i Callol (ERC)       |                                                                |                                      |
| Sanitat i Assistència Social |                                   |                                   | Antoni Garcia i Birlan (CNT)                                   | Pedro Herrera (CNT)                  |
| Assistència Social           | Joan Puig i Ferreter (ERC)        | Joan Puig i Ferreter (ERC)        |                                                                |                                      |
| Justícia i Dret -> Justícia  | Josep Quero i Molares (?)         | Josep Quero i Molares (?)         | Andreu Nin i Pérez (Partit Obrer d'Unificació Marxista (POUM)) | Rafael Vidiella i Franch (PSUC)      |
| Defensa                      | Felip Díaz i Sandino              | Felip Díaz i Sandino              | Felip Díaz i Sandino                                           | Francesc Isgleas i Piarnau (CNT)     |
| Comunicacions                | Rafael Vidiella i Franch (UGT)    |                                   |                                                                |                                      |
| Conseller sense cartera      |                                   | Rafael Closas i Cendra (ACR)      |                                                                |                                      |

| Generalitat Estatutària, durant la Guerra Civil espanyola (any 1937). |
| President: Lluís Companys i Jover (ERC)                               |

| Departament                                                          | Titulars                         | Titulars                            | Titulars                       | Titulars                            |
| -------------------------------------------------------------------- | -------------------------------- | ----------------------------------- | ------------------------------ | ----------------------------------- |
| Departament                                                          | 3 d'abril de 1937                | 16 d'abril de 1937                  | 5 de maig de 1937              | 29 de juny de 1937                  |
| Conseller Primer, Finances i Cultura                                 | Josep Tarradellas i Joan (ERC)   |                                     |                                |                                     |
| Conseller Primer i Finances                                          |                                  | Josep Tarradellas i Joan (ERC)      |                                |                                     |
| Governació, Finances i Cultura                                       |                                  |                                     | Carles Martí i Feced (ERC)     |                                     |
| Seguretat Interior (Governació)                                      | Artemi Aiguader i Miró (ERC)     | Artemi Aiguader i Miró (ERC)        |                                |                                     |
| Governació i Assistència Social (inclou les competències de Sanitat) |                                  |                                     |                                | Antoni Maria Sbert i Massanet (ERC) |
| Finances                                                             |                                  |                                     |                                | Josep Tarradellas i Joan (ERC)      |
| Cultura                                                              |                                  | Antoni Maria Sbert i Massanet (ERC) |                                | Carles Pi i Sunyer (ERC)            |
| Economia, Serveis Públics, Sanitat i Assistència Social              | Josep Juan i Domènech (CNT)      |                                     | Valeri Mas i Casas (CNT)       |                                     |
| Economia                                                             |                                  | Andreu Capdevila i Puig (CNT)       |                                | Joan Comorera i Soler (UGT)         |
| Serveis Públics                                                      |                                  | Josep Juan i Domènech (CNT)         |                                |                                     |
| Sanitat i Assistència Social                                         |                                  | Aureli Fernàndez (CNT)              |                                |                                     |
| Agricultura                                                          |                                  | Josep Calvet i Móra (UR)            | Joaquim Pou i Mas (UR)         | Josep Calvet i Móra (UR)            |
| Agricultura i Proveïments                                            | Josep Calvet i Móra (UR)         |                                     |                                |                                     |
| Proveïments                                                          |                                  | Josep Miret i Musté (UGT)           |                                | Miquel Serra i Pàmies (PSUC)        |
| Treball, Obres Públiques, Justicia i Proveïments                     |                                  |                                     | Rafael Vidiella i Franch (UGT) |                                     |
| Treball, Obres Públiques i Justicia                                  | Joan Comorera i Soler (UGT)      |                                     |                                |                                     |
| Treball i Obres Públiques                                            |                                  | Rafael Vidiella i Franch (UGT)      |                                | Rafael Vidiella i Franch (UGT)      |
| Justícia                                                             |                                  | Joan Comorera i Soler (UGT)         |                                | Pere Bosch i Gimpera (ACR)          |
| Defensa                                                              | Francesc Isgleas i Piarnau (CNT) | Francesc Isgleas i Piarnau (CNT)    |                                |                                     |
| Conseller sense cartera                                              |                                  |                                     | Antoni Sesé i Artaso           |                                     |